# 金井良信
金井 良信（かない よしのぶ、1963年2月11日 - ）は、日本の俳優、声優。身長183cm。体重70kg。血液型はO型。大阪府出身。エンパシィ所属。
劇団唐組に1992年から1999年まで所属後、2007年に宇梶剛士・平野貴大と共に劇団「PATHOS PACK」を結成。

## 出演

### 映画
- 海ほおずき The Breath（1996年）
- Dolls（2002年、オフィス北野）
- THE CODE/暗号（2009年、日活） - 探偵558
- ゆずり葉-君もまた次のきみへ-（2009年、全日本ろうあ連盟）
- Miss ZOMBIE（2013年、ライブ・ビューイング・ジャパン）
- 残穢（2016年） ‐ 真辺幹男
- シン・ゴジラ（2016年）[4]
- 新聞記者（2019年6月28日、スターサンズ / イオンエンターテイメント）- 白岩聡 役

### テレビドラマ
NHK
- NHKスペシャル 実録ドラマ グリコ・森永事件（2011年） - 井上刑事
- 大河ドラマ
  - 麒麟がくる（2020年） - 千秋季光 役
  - 青天を衝け（2021年）

日本テレビ
- 火曜サスペンス劇場
  - どうぞ安らかに（2001年6月5日）
  - 「妻殺し」（2001年11月27日）
- 松本清張 わるいやつら（2014年）
- CODE-願いの代償- 第2話（2023年） - 渡辺
- 私をもらって 〜追憶編〜（2024年） - 内村泰三[5]
  - 私をもらって 〜恋路編〜（2024年11月30日 - 2025年2月1日、日本テレビ）

TBS
- 血痕 警科研・湯川愛子の鑑定ファイル（2013年）
- 弁護士高見沢響子（2014年）
- ものづくり日本の奇跡（2015年）

フジテレビ
- さよなら李香蘭（1989年）
- ビッグマネー!〜浮世の沙汰は株しだい〜（2002年）
- いじわるばあさん（2009年）
- 検事・霞夕子（2014年）
- 絶対零度〜未然犯罪潜入捜査〜 第1話（2018年）

テレビ朝日
- はぐれ刑事純情派（2000年）
- 火災調査官・紅蓮次郎（2007年）
- 刑事殺し（2007年）
- 科捜研の女
  - （2009年） - 猿渡裕二
  - （2017年） - 茂庭幸二
- 相棒
  - （2010年） - 沢秀雄
  - （2014年） - 岡野刑事
- 愛・命 〜新宿歌舞伎町駆け込み寺〜（2011年）
- 七人の秘書（2020年） ‐ 林政明

テレビ東京
- 鉄道警察官・清村公三郎（2010年）
- 生きとし生けるもの（2024年5月6日）

WOWOW
- 下町ロケット（2011年）

BS-TBS
- 精神分析医 氷室想介の事件簿〜超高層ビル密室殺人の謎〜（2022年2月26日、BS-TBS）- 田沼 役

BSジャパン
- 山本周五郎人情時代劇 第4話「お美津簪」（2015年11月10日） - 伝兵衛 役

### 配信ドラマ
- 探偵事務所5（探偵558）

### ラジオドラマ
- 青春アドベンチャー（NHK-FM）
  - 『ジャガーになった男』（2002年）
  - 『谷川俊太郎の詩と旅する　ことのはワンダーランド』（2021年3月1日 - 12日）[6] -  葉琉の父、空子のお父ちゃん 役

### 舞台
- ジャガーの眼（1989年、劇団唐組）
- 動物園が消える日（1993年、劇団唐組）
- 孤島（1994年、劇団唐組）
- 赤い靴（1996年、劇団唐組）
- ヤジルシ - 誘われて（2002年、新国立劇場）
- 花粉の夜に眠る戀（2005年、宇宙堂旗揚げ公演）
- VACANCY? NO VACANCY!（2007年、PATHOS PACK）
- クリフパーティー（2008年、PATHOS PACK）
- ユエナキ子（2009年、PATHOS PACK）
- 舞踏会へ向かう三人の農夫の妻（2010年、かもねぎショット）
- 夏宵漫 百鬼夜行（2010年、リブレプロデュース）
- カフェ アオギリスタン（2010年、PATHOS PACK）
- 西の国の人気者（2010年、まつもと市民芸術館）
- 風 KAZE 2012（2012年、THEATER/TOPS）
- いつか見た男達〜ジェネシス〜（2012年、劇団500歳の会）
- 虹屋敷（2012年、劇団唐組）
- しゃばけ（2013年、アトリエ・ダンカン）
- 電子親友（2015年、トム・プロジェクト）
- 城

### CM
- 札幌信販 S：CORTカード

### テレビアニメ
2008年
- 天の覇王 北斗の拳ラオウ外伝（コズム）